# 3844 Lujiaxi
3844 Lujiaxi је астероид главног астероидног појаса са средњом удаљеношћу од Сунца која износи 2,731 астрономских јединица (АЈ).
Апсолутна магнитуда астероида је 11,8.